# Seget Vranjica

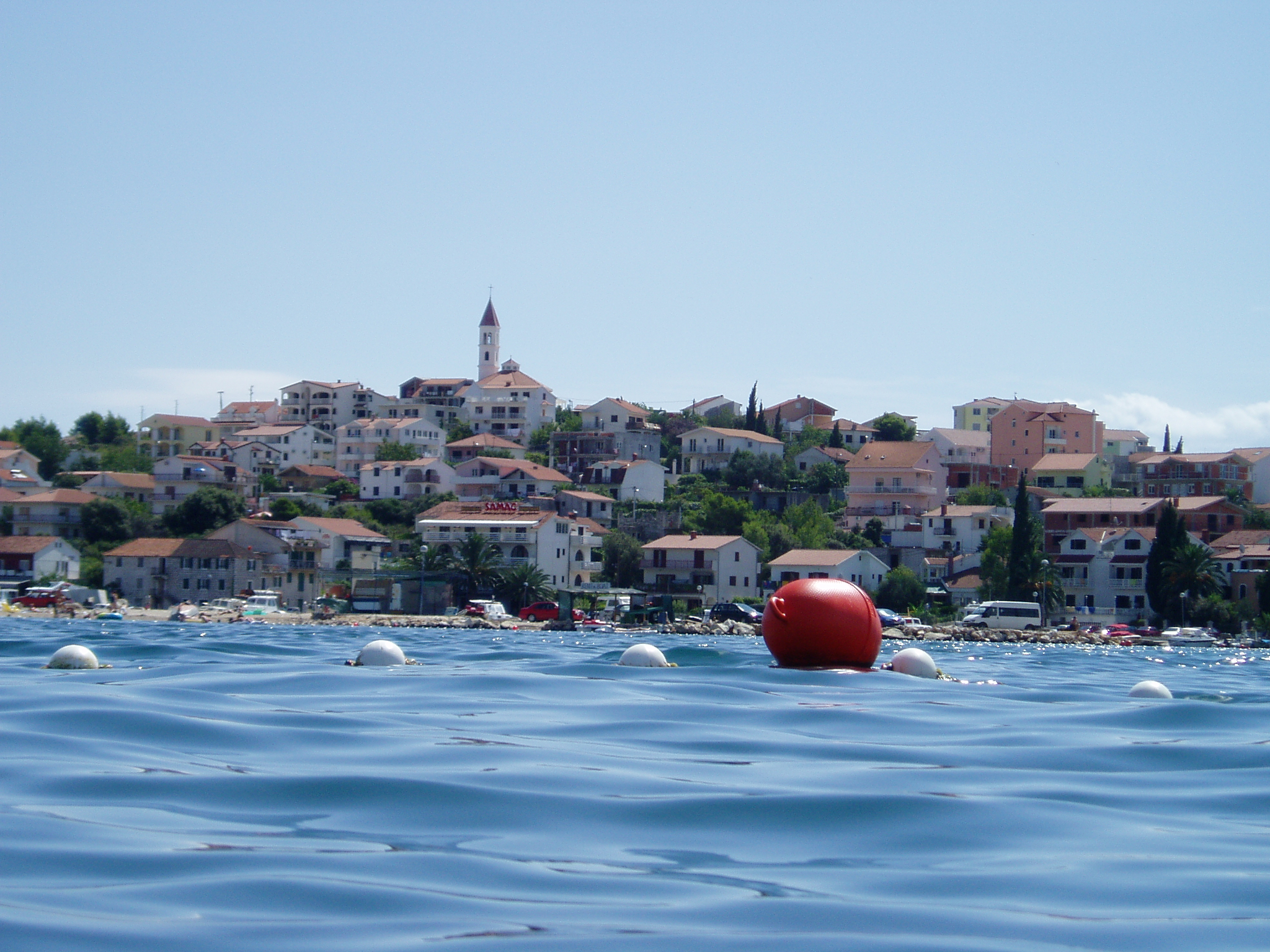
Pohled na Seget Vranjicu z moře

Seget Vranjica je vesnice ve Splitsko-dalmatské župě, spadající pod opčinu Seget. Nachází se přibližně 6 kilometrů západně od Trogiru. V roce 2011 zde žilo 1027 obyvatel. Obec leží na poloostrově, nachází se zde také přístav.